# Banco de la Reserva de Australia
El Banco de la Reserva de Australia (en inglés: Reserve Bank of Australia, abreviado RBA) es el banco central de Australia. Llegó a existir el 14 de enero de 1960 como banco central de Australia y autoridad de expedición de billetes, cuando la Ley del Banco de la Reserva de 1959 eliminó las funciones de banca central del Commonwealth Bank of Australia.
El Banco tiene la responsabilidad de prestar servicios al Gobierno de Australia, al cual las ganancias del Banco son transferidos de vuelta, además de que presta también servicios a otros bancos centrales e instituciones oficiales. En la actualidad consiste en el Payments System Board, que rige la política del sistema de pagos del Banco, y del Reserve Bank Board, que regula todas las demás políticas monetarias y bancarias del banco.
Ambas compuestas por miembros tanto del Banco, como del Departamento del Tesoro Australiano, otros organismos del gobierno australiano, y dirigentes de otras instituciones que forman parte de la economía. La estructura del Banco de Reserva se ha mantenido constante, incluso desde 1951, con la excepción del cambio en el número de miembros. El gobernador del Banco de la Reserva de Australia es nombrado por el Tesorero y tiene cargo en el Payment Systems tanto como en el Reserve Bank Board y cuando hay desacuerdos entre ambos, el gobernador es el que las resuelve.
El dólar australiano fluctuo en 1983, alrededor del mismo período que se liberalizó el sistema financiero en Australia. La administración de los bancos fue transferida en 1998 del Australian Prudential Regulation Authority (Banco de la Autoridad Australiana de Regulación Prudencial) y el Payments System Board fue creada, mientras que el Banco había recibido el poder dentro de dicho Consejo en el mismo año. El actual Gobernador del Banco de Reserva es Glenn Stevens, que ha sido el titular desde el 18 de septiembre de 2006.

## Funciones y responsabilidades
entre las responsabilidades están:
- (a) la estabilidad de la moneda de Australia
- (b) el mantenimiento de pleno empleo en Australia, y
- (c) la prosperidad económica y el bienestar de la población de Australia.[8]

En la actualidad se rige por la Ley del Banco de la Reserva de 1959, que fue aprobada por el Parlamento. A través de consultas con el Gobierno el deber del Reserve Bank Board se indica en la Ley, dentro de sus límites señalados, esta el asegurarse de que las políticas monetaria y bancaria del Banco sean utilizadas para ayudar a la población de Australia.